# Oswaldo Ibarra
Oswaldo Johvani Ibarra Carabali (Ambuquí, 1969. szeptember 8. – ) ecuadori válogatott labdarúgókapus.

## Pályafutása

### Klubcsapatban
Pályafutása nagy részében az El Nacional csapatában játszott, melynek színeiben 1990 és 2007 között 464 alkalommal lépett pályára, ezalatt négy bajnoki címet szerzett. 2008 és 2010 között a Deportivo Quito kapuját védte, mellyel 2008-ban és 2009-ben is megnyerte az ecuadori bajnokságot. 

### A válogatottban
1997 és 2004 között 27 alkalommal szerepelt az ecuadori válogatottban. Részt vett az 1997-es, az 1999-es, a 2001-es, és a 2004-es Copa Américán, a 2002-es CONCACAF-aranykupán, illetve a 2002-es világbajnokságon.

## Sikerei, díjai
El Nacional
- Ecuadori bajnok (4): 1992, 1996, 2005 (Clausura), 2006

Deportivo Quito
- Ecuadori bajnok (2): 2008, 2009